# Суперкубок Англии по футболу
Суперкубок Англии по футболу (англ. The Football Association Community Shield, ранее — Charity Shield) — ежегодный футбольный матч, в котором встречаются чемпион Премьер-лиги и обладатель Кубка Англии (в случае выигрыша одним клубом «дубля» — и чемпионата, и Кубка Англии — в Суперкубке играет обладатель «дубля» и команда, занявшая в чемпионате второе место). Первый розыгрыш Суперкубка Англии состоялся в сезоне 1908/09, когда этот приз заменил Суперкубок шерифа Лондона (Sheriff of London Charity Shield), разыгрываемый с сезона 1898/99.
Матч на Суперкубок проводится перед началом каждого сезона, с 1974 года — на стадионе «Уэмбли», но с 2001 по 2006 годы матчи проводились на стадионе «Миллениум» в Кардиффе, так как «Уэмбли» был закрыт на реконструкцию. Первый матч на Суперкубок Англии после реконструкции «Уэмбли» прошёл в 2007 году.
Основной целью розыгрыша Суперкубка является сбор средств Футбольной ассоциацией на различные благотворительные цели в Англии. Источником доходов является чистая прибыль от продажи билетов и программок на матч. Часть собранных средств перечисляется клубам, которые участвуют в первом раунде Кубка Англии, которые, в свою очередь, перечисляют часть денег на благотворительные цели. Остаток средств перечисляется на счета благотворительных организаций, являющихся партнёрами Футбольной ассоциации.
Действующий обладатель Суперкубка Англии — «Кристал Пэлас», 10 августа 2025 года обыгравший «Ливерпуль» в серии послематчевых пенальти со счётом 3:2 после ничейного исхода в основное время.

## История

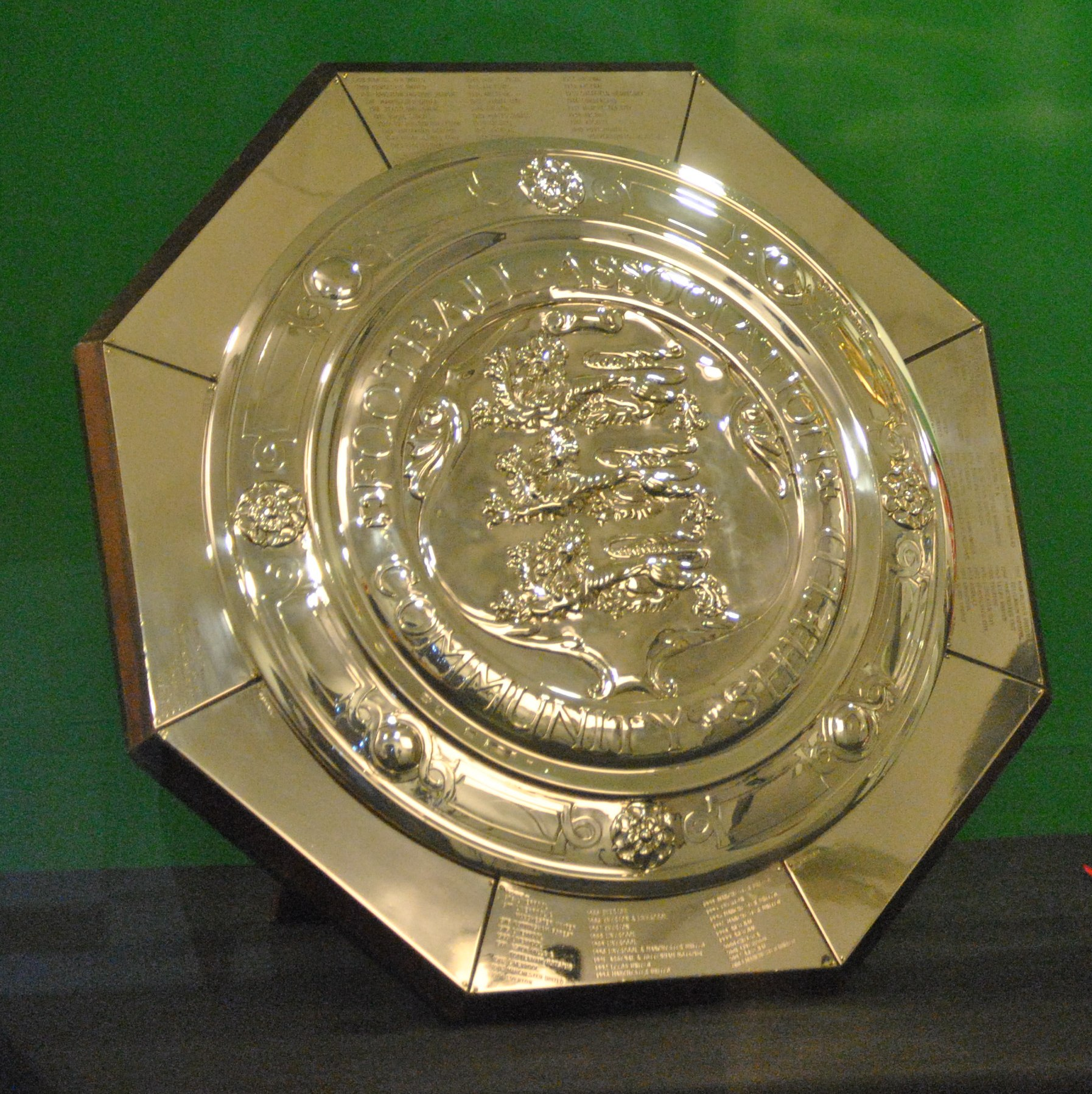
Приз, вручаемый победителю

Предшественником Суперкубка Англии был Суперкубок Шерифа Лондона (Sheriff of London Charity Shield), разыгрываемый начиная с сезона 1898/99 в матче между профессиональными футболистами и любителями. Ему на замену был создан Благотворительный кубок Футбольной ассоциации (The Football Association Charity Shield). В Суперкубке нового формата встречались чемпионы Первого дивизиона Футбольной лиги и чемпионы Южной лиги. Первый матч Суперкубка Англии состоялся в 1908 году: в нём встретились «Манчестер Юнайтед» (чемпионы Первого дивизиона) и «Куинз Парк Рейнджерс» (чемпионы Южной лиги). Матч завершился вничью со счётом 1:1, а в переигровке победил «Манчестер Юнайтед» со счётом 4:0. Это был единственный раз, когда произошла переигровка Суперкубка Англии. Обе игры прошли на стадионе «Стэмфорд Бридж».
Формат турнира периодически менялся: в 1913 году в Суперкубке играли любители против профессиональных футболистов, а в 1921 году впервые в матче сыграли победители Футбольной лиги против победителей Кубка Англии. В 1920-е годы формат Суперкубка продолжал варьироваться, зачастую включая поединок между любителями и профессионалами. В 1927 году «профессионалы» были представлены обладателями Кубка Англии, клубом «Кардифф Сити», а «любители» клубом «Коринтиан».
С 1930 года в Суперкубке вновь стали играть чемпионы Футбольной лиги против обладателей Кубка Англии (с рядом исключений) — этот формат сохранился и по сей день. Наиболее известными исключениями из этого формата являются Суперкубки 1950 года, в котором сборная Англии образца чемпионата мира сыграла против сборной Футбольной ассоциации, которая провела турне по Канаде тем же летом, и Суперкубок 1961 года, в котором «Тоттенхэм», выигравший «дубль» (чемпионат и Кубок Англии), сыграл со сборной Футбольной ассоциации.
Начиная с 1959 года и по настоящее время матч на Суперкубок проводится перед началом сезона. Тем не менее, вопрос о том, какие команды должны играть в Суперкубке в случае выигрыша одним клубом «дубля», продолжал оставаться нерешённым. В 1971 году «Арсенал» выиграл «дубль», но из-за уже назначенных предсезонных матчей не смог принять участия в Суперкубке. В Суперкубке этого года сыграл чемпион Второго дивизиона, «Лестер Сити», и финалист Кубка Англии, «Ливерпуль». «Лестер Сити» выиграл Суперкубок Англии, хотя никогда до этого не выигрывал ни чемпионат Англии, ни Кубок Англии.
В 1974 году секретарь Футбольной ассоциации Тед Крокер утвердил текущий формат Суперкубка, когда матч проводится на стадионе «Уэмбли», а деньги, полученные от его проведения, идут на благотворительные цели. Первый Суперкубок Англии на «Уэмбли» запомнился удалением Кевина Кигана и Билли Бремнера за эпизод драки между ними, который вечером показал телеканал «BBC». Оба футболиста были оштрафованы на £500, а также дисквалифицированы от футбола на 11 матчей каждый. Крокер также постановил, что в случае выигрыша командой «дубля» она должна играть в Суперкубке с командой, занявшей в чемпионате второе место. Это правило действует и по сей день.
В настоящее время в случае ничейного завершения матча назначаются послематчевые пенальти, хотя с 1949 по 1993 годы в случае ничейного исхода основного времени матча назначалась «разделённая победа» и обладателем Суперкубка считались обе команды.
После формирования Премьер-лиги Суперкубок разыгрывается между чемпионами Премьер-лиги и победителями Кубка Англии.
В связи с реконструкцией стадиона «Уэмбли» с 2001 по 2006 годы матчи Суперкубка Англии проводились на стадионе «Миллениум» в Кардиффе. Суперкубок 2001 года между «Ливерпулем» и «Манчестер Юнайтед» стал первым матчем в истории турнира, прошедшим на крытом стадионе.
В 2002 году турнир изменил название с «Благотворительного кубка» (Charity Shield) на «Кубок общины» (Community Shield). Этому предшествовал небольшой скандал вокруг неоднозначного распределения денег на благотворительные цели. В связи с этим было решено изменить название матча. Первым победителем «Кубка общины» стал «Арсенал», победивший «Ливерпуль» со счётом 1:0.

## Статус
Суперкубок Англии считается футбольным трофеем, но уступает по значимости Премьер-лиге, Кубку Англии и Кубку Английской футбольной лиги. Он считается «малым титулом» и поэтому матчи Суперкубка редко проходят в ожесточённых противостояниях, характерных для финальных матчей «больших турниров». Ни одна из команд, выигравших Суперкубок, не проводит по этому поводу праздничный парад по окончании сезона, хотя парады в случае выигрыша трофея являются традиционными для Англии. Накануне матча на Суперкубок 2009 года тренер «Манчестер Юнайтед» сэр Алекс Фергюсон заявил: «Это матч, в котором мы никогда не стараемся победить или умереть; мы используем эту игру как барометр для определения уровня физической готовности команды».

## Рекорды
- Наибольшее количество побед в Суперкубке одержали: «Манчестер Юнайтед» (17 единоличных побед, 4 разделённых), «Арсенал» (16 единоличных побед, 1 разделённая), «Ливерпуль» (11 единоличных побед, 5 разделённых) и «Эвертон» (8 единоличных побед, 1 разделённая).
- Наибольшее количество мячей в Суперкубке Англии было забито в матче между «Манчестер Юнайтед» и «Суиндон Таун» в 1911 году («Манчестер Юнайтед» выиграл со счётом 8:4).
- Наибольшее количество побед в Суперкубке у одного футболиста имеет Райан Гиггз с 8 победами (1993, 1994, 1996, 1997, 2003, 2007, 2008, 2010 годы, все с «Манчестер Юнайтед»).
- Райан Гиггз также является рекордсменом по количеству матчей, сыгранных в Суперкубке Англии, проведя 12 матчей, все с «Манчестер Юнайтед».
- «Эвертону» принадлежит рекорд по самой длинной серии побед в Суперкубке Англии: 4 матча с 1984 по 1987 годы (однако победа в Суперкубке 1986 года была разделена с «Ливерпулем»). «Манчестер Юнайтед» является обладателем рекорда по самой длинной серии поражений в Суперкубке Англии: 4 матча с 1998 по 2001 годы. В этот период «Манчестер Юнайтед» также установил рекорд по самой долгой серии непрерывного участия в Суперкубке Англии, сыграв 6 матчей с 1996 по 2001 годы, и выиграв два из них.
- Вратарь «Тоттенхэм Хотспур» Пат Дженнингс забил гол в ворота «Манчестер Юнайтед» в Суперкубке 1967 года.
- «Брайтон энд Хоув Альбион» — единственный клуб, который выиграл Суперкубок Англии, никогда не побеждая в Кубке Англии или высшем дивизионе чемпионата Англии: «Брайтон» выиграл Суперкубок в качестве чемпиона Южной лиги.

## Победители

### По годам
| Год                                                                     | Победитель                     | Авторы голов                                         | Счёт                                                      | Авторы голов                    | Проигравший                                                      |  |
| ----------------------------------------------------------------------- | ------------------------------ | ---------------------------------------------------- | --------------------------------------------------------- | ------------------------------- | ---------------------------------------------------------------- |  |
| 1908                                                                    | Манчестер Юнайтед              | Мередит                                              | 1:1                                                       | Кэннон                          | Куинз Парк Рейнджерс                                             |  |
| Переигровка                                                             | Манчестер Юнайтед              | Тернбулл (3) Уолл                                    | 4:0                                                       |                                 | Куинз Парк Рейнджерс                                             |  |
| 1909                                                                    | Ньюкасл Юнайтед                | Аллан Резерфорд                                      | 2:0                                                       |                                 | Нортгемптон Таун                                                 |  |
| 1910                                                                    | Брайтон энд Хоув Альбион       | Уэбб                                                 | 1:0                                                       |                                 | Астон Вилла                                                      |  |
| 1911                                                                    | Манчестер Юнайтед              | Халс (6) Тернбулл Уолл                               | 8:4                                                       | Флеминг Уиткрофт Тут Джефферсон | Суиндон Таун                                                     |  |
| 1912                                                                    | Блэкберн Роверс                | Эйткенхед (2)                                        | 2:1                                                       | Ревилл                          | Куинз Парк Рейнджерс                                             |  |
| 1913                                                                    | Английские профессионалы       | Хэмптон (4) Холли (2) Флеминг                        | 7:2                                                       | Барлос Фарнфилд                 | Английские любители                                              |  |
| С 1914 по 1919 годы Суперкубок не проводился из-за Первой мировой войны |                                |                                                      |                                                           |                                 |                                                                  |  |
| 1920                                                                    | Вест Бромвич Альбион           | Смит (2)                                             | 2:0                                                       |                                 | Тоттенхэм Хотспур                                                |  |
| 1921                                                                    | Тоттенхэм Хотспур              | Блисс Кантрелл                                       | 2:0                                                       |                                 | Бернли                                                           |  |
| 1922                                                                    | Хаддерсфилд Таун               | Уилсон                                               | 1:0                                                       |                                 | Ливерпуль                                                        |  |
| 1923                                                                    | Английские профессионалы       | Брэдфорд Чемберс                                     | 2:0                                                       |                                 | Английские любители                                              |  |
| 1924                                                                    | Английские профессионалы       | Уокер (2) Бакен                                      | 3:1                                                       | Кейл                            | Английские любители                                              |  |
| 1925                                                                    | Английские любители            | Эштон (4) Мейси (2)                                  | 6:1                                                       | Хэннафорд                       | Английские профессионалы                                         |  |
| 1926                                                                    | Английские любители            | Минтер (2) Мейси (2) Кэйл Кипинг (авт.)              | 6:3                                                       | Роулингс (2) Танстэлл           | Английские профессионалы                                         |  |
| 1927                                                                    | Кардифф Сити                   | Фергюсон Дейвис                                      | 2:1                                                       | Эштон                           | Коринтиан                                                        |  |
| 1928                                                                    | Эвертон                        | Дин (2)                                              | 2:1                                                       | Торнуэлл                        | Блэкберн Роверс                                                  |  |
| 1929                                                                    | Английские профессионалы       | Сид Чендлер Пис                                      | 3:0                                                       |                                 | Английские любители                                              |  |
| 1930                                                                    | Арсенал                        | Халм Джек                                            | 2:1                                                       | Берджесс (пен.)                 | Шеффилд Уэнсдей                                                  |  |
| 1931                                                                    | Арсенал                        | Бастин                                               | 1:0                                                       |                                 | Вест Бромвич Альбион                                             |  |
| 1932                                                                    | Эвертон                        | Дин (4) Джонсон                                      | 5:3                                                       | Макменеми (2) Бойд              | Ньюкасл Юнайтед                                                  |  |
| 1933                                                                    | Арсенал                        | Беркетт (2) Боуден                                   | 3:0                                                       |                                 | Эвертон                                                          |  |
| 1934                                                                    | Арсенал                        | Беркетт Маршалл Дрейк Бастин                         | 4:0                                                       |                                 | Манчестер Сити                                                   |  |
| 1935                                                                    | Шеффилд Уэнсдей                | Дьювар                                               | 1:0                                                       |                                 | Арсенал                                                          |  |
| 1936                                                                    | Сандерленд                     | Бербэнкс Картер                                      | 2:1                                                       | Кирчен                          | Арсенал                                                          |  |
| 1937                                                                    | Манчестер Сити                 | Херд Дохерти                                         | 2:0                                                       |                                 | Сандерленд                                                       |  |
| 1938                                                                    | Арсенал                        | Дрейк (2)                                            | 2:1                                                       | Р. Битти                        | Престон Норт Энд                                                 |  |
| С 1939 по 1947 годы Суперкубок не проводился из-за Второй мировой войны |                                |                                                      |                                                           |                                 |                                                                  |  |
| 1948                                                                    | Арсенал                        | Льюис (2) Джоунс Рук                                 | 4:3                                                       | Роули Берк Миттен               | Манчестер Юнайтед                                                |  |
| 1949                                                                    | Портсмут                       | Рид                                                  | 1:1 Разделённая победа                                    | Хэнкокс (пен.)                  | Вулверхэмптон Уондерерс                                          |  |
| 1950                                                                    | Сборная Англии образца ЧМ-1950 | Мэннион Мортсенсен Бейли Маллен                      | 4:2                                                       | Джонстон Лофтхаус               | Сборная Футбольной ассоциации образца канадского турне 1950 года |  |
| 1951                                                                    | Тоттенхэм Хотспур              | Мерфи Беннетт                                        | 2:1                                                       | Милберн                         | Ньюкасл Юнайтед                                                  |  |
| 1952                                                                    | Манчестер Юнайтед              | Роули (2) Берн Дауни                                 | 4:2                                                       | Кибл (2)                        | Ньюкасл Юнайтед                                                  |  |
| 1953                                                                    | Арсенал                        | Лишмен (2) Лоутон                                    | 3:1                                                       | Мортенсен                       | Блэкпул                                                          |  |
| 1954                                                                    | Вулверхэмптон Уондерерс        | Суинборн (2) Дили Хэнкокс                            | 4:4 Разделённая победа                                    | Аллен (3) Райан                 | Вест Бромвич Альбион                                             |  |
| 1955                                                                    | Челси                          | Макмайкл (авт.) Бентли Бланстоун                     | 3:0                                                       |                                 | Ньюкасл Юнайтед                                                  |  |
| 1956                                                                    | Манчестер Юнайтед              | Вайоллет                                             | 1:0                                                       |                                 | Манчестер Сити                                                   |  |
| 1957                                                                    | Манчестер Юнайтед              | Тейлор (3) Берри (пен.)                              | 4:0                                                       |                                 | Астон Вилла                                                      |  |
| 1958                                                                    | Болтон Уондерерс               | Хилл Бэннистер Лофтхаус (2)                          | 4:1                                                       | Дюрандт                         | Вулверхэмптон Уондерерс                                          |  |
| 1959                                                                    | Вулверхэмптон Уондерерс        | Мюррей Броудбент Лилл                                | 3:1                                                       | Уилсон                          | Ноттингем Форест                                                 |  |
| 1960                                                                    | Бернли                         | Миллер Коннелли                                      | 2:2 Разделённая победа                                    | Дили Мюррей                     | Вулверхэмптон Уондерерс                                          |  |
| 1961                                                                    | Тоттенхэм Хотспур              | Аллен (2) Смит                                       | 3:2                                                       | Хейнес Берн                     | Сборная Футбольной ассоциации                                    |  |
| 1962                                                                    | Тоттенхэм Хотспур              | Гривз (2) Смит Уайт Медвин                           | 5:1                                                       | Стивенсон                       | Ипсвич Таун                                                      |  |
| 1963                                                                    | Эвертон                        | Гэбриэл Стивенс Вернон (пен.) Темпл                  | 4:0                                                       |                                 | Манчестер Юнайтед                                                |  |
| 1964                                                                    | Ливерпуль                      | Уоллес Берн                                          | 2:2 Разделённая победа                                    | Джонни Берн Херст               | Вест Хэм Юнайтед                                                 |  |
| 1965                                                                    | Манчестер Юнайтед              | Бест Херд                                            | 2:2 Разделённая победа                                    | Стивенсон Йейтс                 | Ливерпуль                                                        |  |
| 1966                                                                    | Ливерпуль                      | Хант                                                 | 1:0                                                       |                                 | Эвертон                                                          |  |
| 1967                                                                    | Манчестер Юнайтед              | Чарльтон (2) Лоу                                     | 3:3 Разделённая победа                                    | Робертсон Дженнингс Саул        | Тоттенхэм Хотспур                                                |  |
| 1968                                                                    | Манчестер Сити                 | Оуэн (2) Ли (2) Ловетт (авт.) Янг                    | 6:1                                                       | Крживиски                       | Вест Бромвич Альбион                                             |  |
| 1969                                                                    | Лидс Юнайтед                   | Грей Чарльтон                                        | 2:1                                                       | Белл                            | Манчестер Сити                                                   |  |
| 1970                                                                    | Эвертон                        | Уиттл Кендалл                                        | 2:1                                                       | Хатчинсон                       | Челси                                                            |  |
| 1971                                                                    | Лестер Сити                    | Уитуорт                                              | 1:0                                                       |                                 | Ливерпуль                                                        |  |
| 1972                                                                    | Манчестер Сити                 | Ли (пен.)                                            | 1:0                                                       |                                 | Астон Вилла                                                      |  |
| 1973                                                                    | Бернли                         | Уолдрон                                              | 1:0                                                       |                                 | Манчестер Сити                                                   |  |
| 1974                                                                    | Ливерпуль                      | Берсма                                               | 1:1 «Ливерпуль» выиграл по пенальти со счётом 6:5         | Черри                           | Лидс Юнайтед                                                     |  |
| 1975                                                                    | Дерби Каунти                   | Хектор Макфарленд                                    | 2:0                                                       |                                 | Вест Хэм Юнайтед                                                 |  |
| 1976                                                                    | Ливерпуль                      | Тошак                                                | 1:0                                                       |                                 | Саутгемптон                                                      |  |
| 1977                                                                    | Манчестер Юнайтед              |                                                      | 0:0 Разделённая победа                                    |                                 | Ливерпуль                                                        |  |
| 1978                                                                    | Ноттингем Форест               | О’Нил (2) Уите Ллойд Робертсон                       | 5:0                                                       |                                 | Ипсвич Таун                                                      |  |
| 1979                                                                    | Ливерпуль                      | Макдермотт (2) Далглиш                               | 3:1                                                       | Сандерленд                      | Арсенал                                                          |  |
| 1980                                                                    | Ливерпуль                      | Макдермотт                                           | 1:0                                                       |                                 | Вест Хэм Юнайтед                                                 |  |
| 1981                                                                    | Астон Вилла                    | Уите (2)                                             | 2:2 Разделённая победа                                    | Фалко (2)                       | Тоттенхэм Хотспур                                                |  |
| 1982                                                                    | Ливерпуль                      | Раш                                                  | 1:0                                                       |                                 | Тоттенхэм Хотспур                                                |  |
| 1983                                                                    | Манчестер Юнайтед              | Робсон (2)                                           | 2:0                                                       |                                 | Ливерпуль                                                        |  |
| 1984                                                                    | Эвертон                        | Гроббелар (авт.)                                     | 1:0                                                       |                                 | Ливерпуль                                                        |  |
| 1985                                                                    | Эвертон                        | Стивен Хит                                           | 2:0                                                       |                                 | Манчестер Юнайтед                                                |  |
| 1986                                                                    | Эвертон                        | Хит 80'                                              | 1:1 Разделённая победа                                    | Раш 88'                         | Ливерпуль                                                        |  |
| 1987                                                                    | Эвертон                        | Кларк                                                | 1:0                                                       |                                 | Ковентри Сити                                                    |  |
| 1988                                                                    | Ливерпуль                      | Олдридж (2)                                          | 2:1                                                       | Фашану                          | Уимблдон                                                         |  |
| 1989                                                                    | Ливерпуль                      | Бирдсли                                              | 1:0                                                       |                                 | Арсенал                                                          |  |
| 1990                                                                    | Ливерпуль                      | Барнс (пен.)                                         | 1:1 Разделённая победа                                    | Блэкмор                         | Манчестер Юнайтед                                                |  |
| 1991                                                                    | Арсенал                        |                                                      | 0:0 Разделённая победа                                    |                                 | Тоттенхэм Хотспур                                                |  |
| 1992                                                                    | Лидс Юнайтед                   | Кантона (3) Дориго                                   | 4:3                                                       | Раш Сондерс Стракан (авт.)      | Ливерпуль                                                        |  |
| 1993                                                                    | Манчестер Юнайтед              | Хьюз                                                 | 1:1 «Манчестер Юнайтед» выиграл по пенальти со счётом 5:4 | Райт                            | Арсенал                                                          |  |
| 1994                                                                    | Манчестер Юнайтед              | Кантона (пен.) Инс                                   | 2:0                                                       |                                 | Блэкберн Роверс                                                  |  |
| 1995                                                                    | Эвертон                        | Сэмвейс                                              | 1:0                                                       |                                 | Блэкберн Роверс                                                  |  |
| 1996                                                                    | Манчестер Юнайтед              | Кантона 25' Батт 30' Бекхэм 86' Кин 88'              | 4:0                                                       |                                 | Ньюкасл Юнайтед                                                  |  |
| 1997                                                                    | Манчестер Юнайтед              | Йонсен 57'                                           | 1:1 «Манчестер Юнайтед» выиграл по пенальти со счётом 4:2 | Хьюз 52'                        | Челси                                                            |  |
| 1998                                                                    | Арсенал                        | Овермарс 33' Вре 56' Анелька 71'                     | 3:0                                                       |                                 | Манчестер Юнайтед                                                |  |
| 1999                                                                    | Арсенал                        | Кану 67' (пен.) Парлор 77'                           | 2:1                                                       | Бекхэм 36'                      | Манчестер Юнайтед                                                |  |
| 2000                                                                    | Челси                          | Хассельбайнк 22' Мельхиот 73'                        | 2:0                                                       |                                 | Манчестер Юнайтед                                                |  |
| 2001                                                                    | Ливерпуль                      | Макаллистер 2' (пен.) Оуэн 16'                       | 2:1                                                       | ван Нистелрой 51'               | Манчестер Юнайтед                                                |  |
| 2002                                                                    | Арсенал                        | Жилберту 69'                                         | 1:0                                                       |                                 | Ливерпуль                                                        |  |
| 2003                                                                    | Манчестер Юнайтед              | Сильвестр 15'                                        | 1:1 «Манчестер Юнайтед» выиграл по пенальти со счётом 4:3 | Анри 20'                        | Арсенал                                                          |  |
| 2004                                                                    | Арсенал                        | Жилберту 49' Рейес 59' Сильвестр 79' (авт.)          | 3:1                                                       | Смит 55'                        | Манчестер Юнайтед                                                |  |
| 2005                                                                    | Челси                          | Дрогба 8', 57'                                       | 2:1                                                       | Фабрегас 65'                    | Арсенал                                                          |  |
| 2006                                                                    | Ливерпуль                      | Риисе 9' Крауч 80'                                   | 2:1                                                       | Шевченко 43'                    | Челси                                                            |  |
| 2007                                                                    | Манчестер Юнайтед              | Гиггз 35'                                            | 1:1 «Манчестер Юнайтед» выиграл по пенальти со счётом 3:0 | Малуда 45'                      | Челси                                                            |  |
| 2008                                                                    | Манчестер Юнайтед              |                                                      | 0:0 «Манчестер Юнайтед» выиграл по пенальти со счётом 3:1 |                                 | Портсмут                                                         |  |
| 2009                                                                    | Челси                          | Карвалью 53' Лэмпард 71'                             | 2:2 «Челси» выиграл по пенальти со счётом 4:1             | Нани 10' Руни 90'               | Манчестер Юнайтед                                                |  |
| 2010                                                                    | Манчестер Юнайтед              | Валенсия 41' Эрнандес 75' Бербатов 90+2'             | 3:1                                                       | Калу 83'                        | Челси                                                            |  |
| 2011                                                                    | Манчестер Юнайтед              | Смоллинг 53' Нани 58', 90+4'                         | 3:2                                                       | Лескотт 38' Джеко 45'           | Манчестер Сити                                                   |  |
| 2012                                                                    | Манчестер Сити                 | Я.Туре 53' Тевес 59' Насри 65'                       | 3:2                                                       | Торрес 40' Бертранд 80'         | Челси                                                            |  |
| 2013                                                                    | Манчестер Юнайтед              | ван Перси 6', 59'                                    | 2:0                                                       |                                 | Уиган Атлетик                                                    |  |
| 2014                                                                    | Арсенал                        | Касорла 21' Рэмзи 42' Жиру 61'                       | 3:0                                                       |                                 | Манчестер Сити                                                   |  |
| 2015                                                                    | Арсенал                        | Окслейд-Чемберлен 24'                                | 1:0                                                       |                                 | Челси                                                            |  |
| 2016                                                                    | Манчестер Юнайтед              | Лингард 31' Ибрагимович 83'                          | 2:1                                                       | Варди 52'                       | Лестер Сити                                                      |  |
| 2017                                                                    | Арсенал                        | Колашинац 82'                                        | 1:1 «Арсенал» выиграл по пенальти со счётом 4:1           | Мозес 46'                       | Челси                                                            |  |
| 2018                                                                    | Манчестер Сити                 | Агуэро 13', 58'                                      | 2:0                                                       |                                 | Челси                                                            |  |
| 2019                                                                    | Манчестер Сити                 | Стерлинг 12'                                         | 1:1 «Манчестер Сити» выиграл по пенальти со счётом 5:4    | Матип 77'                       | Ливерпуль                                                        |  |
| 2020                                                                    | Арсенал                        | Обамеянг 12'                                         | 1:1 «Арсенал» выиграл по пенальти со счётом 5:4           | Минамино 73'                    | Ливерпуль                                                        |  |
| 2021                                                                    | Лестер Сити                    | Ихеаначо 89' (пен.)                                  | 1:0                                                       |                                 | Манчестер Сити                                                   |  |
| 2022                                                                    | Ливерпуль                      | Александер-Арнольд 21' Салах 83' (пен.) Нуньес 90+4' | 3:1                                                       | Альварес 70'                    | Манчестер Сити                                                   |  |
| 2023                                                                    | Арсенал                        | Троссард 90+11'                                      | 1:1 «Арсенал» выиграл по пенальти со счётом 4:1           | Палмер 77'                      | Манчестер Сити                                                   |  |
| 2024                                                                    | Манчестер Сити                 | Силва 89'                                            | 1:1 «Манчестер Сити» выиграл по пенальти со счётом 7:6    | Гарначо 82'                     | Манчестер Юнайтед                                                |  |
| 2025                                                                    | Кристал Пэлас                  | Матета 17' (пен.) Сарр 77'                           | 2:2 «Кристал Пэлас» выиграл по пенальти со счётом 3:2     | Экитике 4' Фримпонг 21'         | Ливерпуль                                                        |  |

## Победители Суперкубка Англии
| Клуб                     | Победы (единоличные/разделённые) | Годы (* обозначает разделённые победы)                                                                                           |
| ------------------------ | -------------------------------- | --- |
| Манчестер Юнайтед        | 21 (17/4)                        | 1908, 1911, 1952, 1956, 1957, 1965*, 1967*, 1977*, 1983, 1990*, 1993, 1994, 1996, 1997, 2003, 2007, 2008, 2010, 2011, 2013, 2016 |
| Арсенал                  | 17 (16/1)                        | 1930, 1931, 1933, 1934, 1938, 1948, 1953, 1991*, 1998, 1999, 2002, 2004, 2014, 2015, 2017, 2020, 2023                            |
| Ливерпуль                | 16 (11/5)                        | 1964*, 1965*, 1966, 1974, 1976, 1977*, 1979, 1980, 1982, 1986*, 1988, 1989, 1990*, 2001, 2006, 2022                              |
| Эвертон                  | 9 (8/1)                          | 1928, 1932, 1963, 1970, 1984, 1985, 1986*, 1987, 1995                                                                            |
| Тоттенхэм Хотспур        | 7 (4/3)                          | 1921, 1951, 1961, 1962, 1967*, 1981*, 1991*                                                                                      |
| Манчестер Сити           | 7                                | 1937, 1968, 1972, 2012, 2018, 2019, 2024                                                                                         |
| Челси                    | 4                                | 1955, 2000, 2005, 2009 |
| Английские профессионалы | 4                                | 1913, 1923, 1924, 1929 |
| Вулверхэмптон Уондерерс  | 4 (1/3)                          | 1949*, 1954*, 1959, 1960* |
| Лидс Юнайтед             | 2                                | 1969, 1992 |
| Лестер Сити              | 2                                | 1971, 2021 |
| Английские любители      | 2                                | 1925, 1926 |
| Бернли                   | 2 (1/1)                          | 1960*, 1973 |
| Вест Бромвич Альбион     | 2 (1/1)                          | 1920, 1954* |
| Блэкберн Роверс          | 1                                | 1912 |
| Болтон Уондерерс         | 1                                | 1958 |
| Брайтон энд Хоув Альбион | 1                                | 1910 |
| Кардифф Сити             | 1                                | 1927 |
| Дерби Каунти             | 1                                | 1975 |
| Хаддерсфилд Таун         | 1                                | 1922 |
| Ньюкасл Юнайтед          | 1                                | 1909 |
| Ноттингем Форест         | 1                                | 1978 |
| Шеффилд Уэнсдей          | 1                                | 1935 |
| Сандерленд               | 1                                | 1936 |
| Англия                   | 1                                | 1950 |
| Кристал Пэлас            | 1                                | 2025 |
| Астон Вилла              | 1 (0/1)                          | 1981* |
| Портсмут                 | 1 (0/1)                          | 1949* |
| Вест Хэм Юнайтед         | 1 (0/1)                          | 1964* |

## Места проведения матчей на Суперкубок
- Уэмбли (старый) (27): 1974—2000
- Уэмбли (новый) (12): 2007—2011, 2013—н.в.
- Стэмфорд Бридж (10): 1908, 1909, 1910, 1911, 1923, 1927, 1930, 1950, 1955, 1970
- Хайбери (7): 1924, 1934, 1935, 1938, 1948, 1949, 1953
- Уайт Харт Лейн (6): 1912, 1920, 1921, 1925, 1951, 1961
- Олд Траффорд (6): 1922, 1928, 1952, 1957, 1965, 1967
- Миллениум (6): 2001, 2002, 2003, 2004, 2005, 2006
- Мейн Роуд (5): 1926, 1937, 1956, 1968, 1973
- Гудисон Парк (3): 1933, 1963, 1966
- Вилла Парк (3): 1931, 1972, 2012
- Ден (2): 1913, 1929
- Молинью (2): 1954, 1959
- Сент-Джеймс Парк (1): 1932
- Рокер Парк (1): 1936
- Бернден Парк (1): 1958
- Терф Мур (1): 1960
- Портман Роуд (1): 1962
- Энфилд (1): 1964
- Элланд Роуд (1): 1969
- Филберт Стрит (1): 1971
- Кинг Пауэр (1): 2022